# Teatre de Pompeu

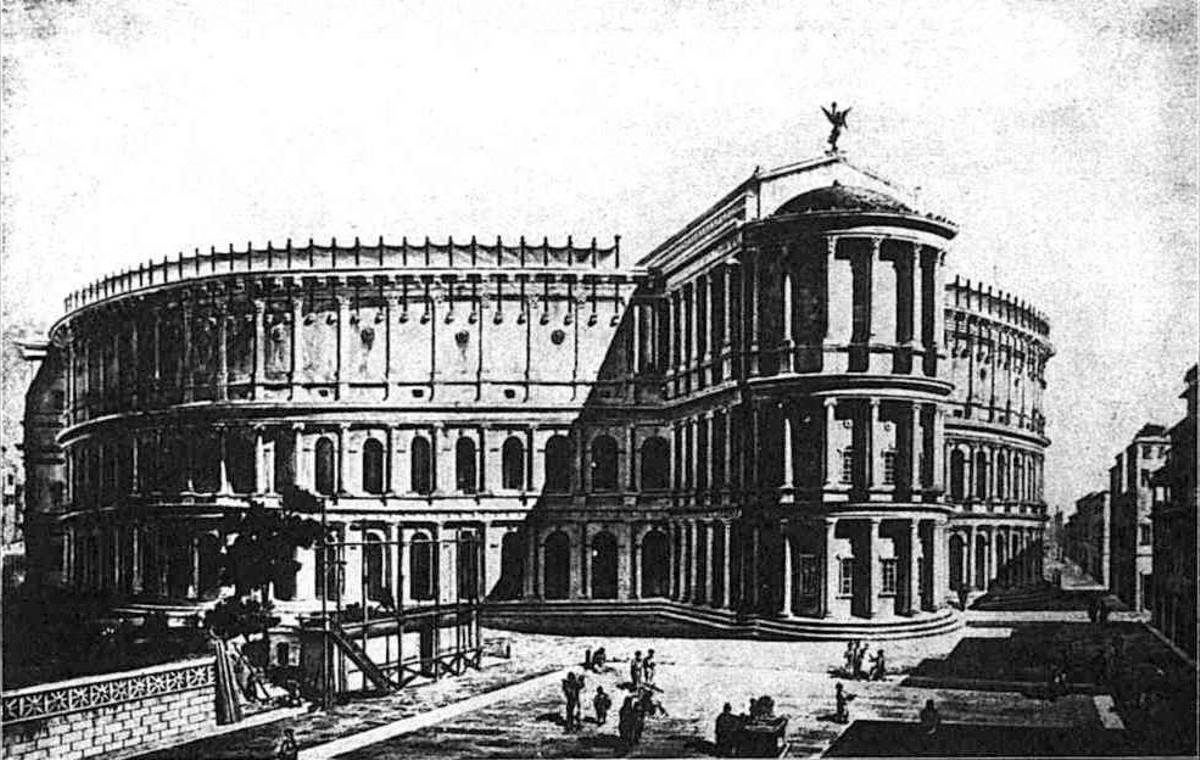
Recreació de l'exterior del Teatre de Pompeu.

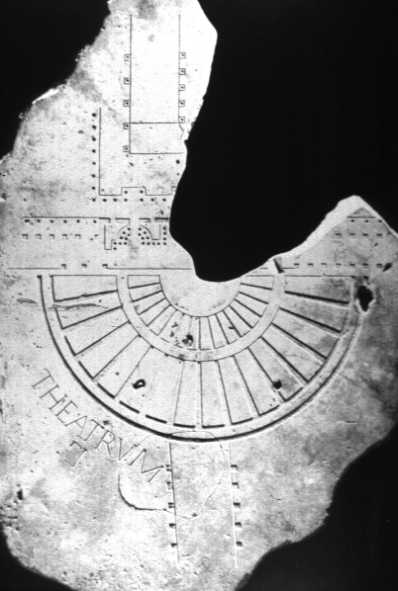
El teatre representat en un fragment del plànol de marbre anomenat Forma Urbis

El Teatre de Pompeu era un teatre romà situat al Camp de Mart, a Roma, construït pel cònsol romà Gneu Pompeu Magne entre el 61 i el 55 aC. Fou el primer teatre de Roma construït de forma perdurable i de dimensions monumentals. Avui en dia, només n'existeixen febles vestigis visibles sota els immobles del barri. Amb una capacitat per a 20.000 espectadors, el teatre feia un diàmetre de 150 metres.

## Localització
El Teatre de Pompeu era al Camp de Mart, una mica al nord-est del circ Flamini. La situació consta al plànol Forma Urbis.

## Creació del teatre
Aquest teatre fou manat construir per Pompeu entre els anys 61 aC, any del seu tercer triomf i el 55 aC, any del seu segon consolat. Estava al cim de la seva carrera política i era molt estimat per les seves nombroses victòries militars, especialment la derrota de Mitridates.
Pompeu desitjava que la ciutat de Roma tingués un teatre fet de pedra (theatrum marmoreum), en substitució de les construccions provisionals de fusta que s'havien fet fins al moment. De fet hi havia una llei que prohibia la construcció de teatres permanents a Roma. Es tenia el concepte que el teatre era un espectacle sagrat, consagrat als déus i, per tant, només calia fer un recinte que es mantingués alçat mentre durava la representació. A Grècia, però, els teatres eren de pedra, Pompeu els havia vist en les seves campanyes militars i el senat no es va voler oposar al desig del seu heroi. A més, per no trencar la tradició del sagrat, Pompeu va fer construir un altar a Venus en un lloc destacat de l'edifici. Es podia considerar llavors la càvea del teatre com una mena d'exedra que precedia l'accés a un temple.
El teatre va ser probablement probablement es va inaugurar l'any 55 aC, encara que el temple fou consagrat el 12 d'agost del 52 aC.

## Descripció

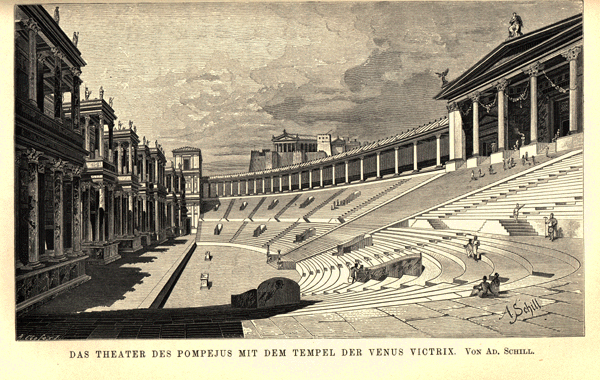
Interior del teatre de Pompeu

Sembla que per al concepte es van inspirar en el teatre de Mitilene. Tenia una capacitat per acollir a 20.000 espectadors, mesurava 150 m de diàmetre i tenia una alçada de 36 m. La càvea era completada per un espai escènic tancat per un mur monumental ricament decorat amb diversos nivells de columnes, al llarg de 90 metres; un model universalment adoptat en totes les construccions de teatres de l'època imperial romana.
Hi havia un pòrtic de columnes de granit (anomenat "el Pòrtic de Pompeu") que s'allargava més enllà del teatre, fins al carrer actualment anomenat Largo di Torre Argentina. A la façana hi havia tres fileres de columnes, les del nivell més baix eren d'estil dòric, les del mig d'estil jònic i les del nivell superior d'estil corinti. Al mig del pòrtic hi havia una sala anomenada "la Cúria de Pompeu", on es van celebrar algunes reunions del senat i on Juli Cèsar hi va ser apunyalat al març de l'any 44 aC, als peus de l'estàtua del seu antic adversari. L'estàtua de Pompeu, va ser descoberta al segle xvi i avui dia està al Palazzo Spada.

## Després de Pompeu

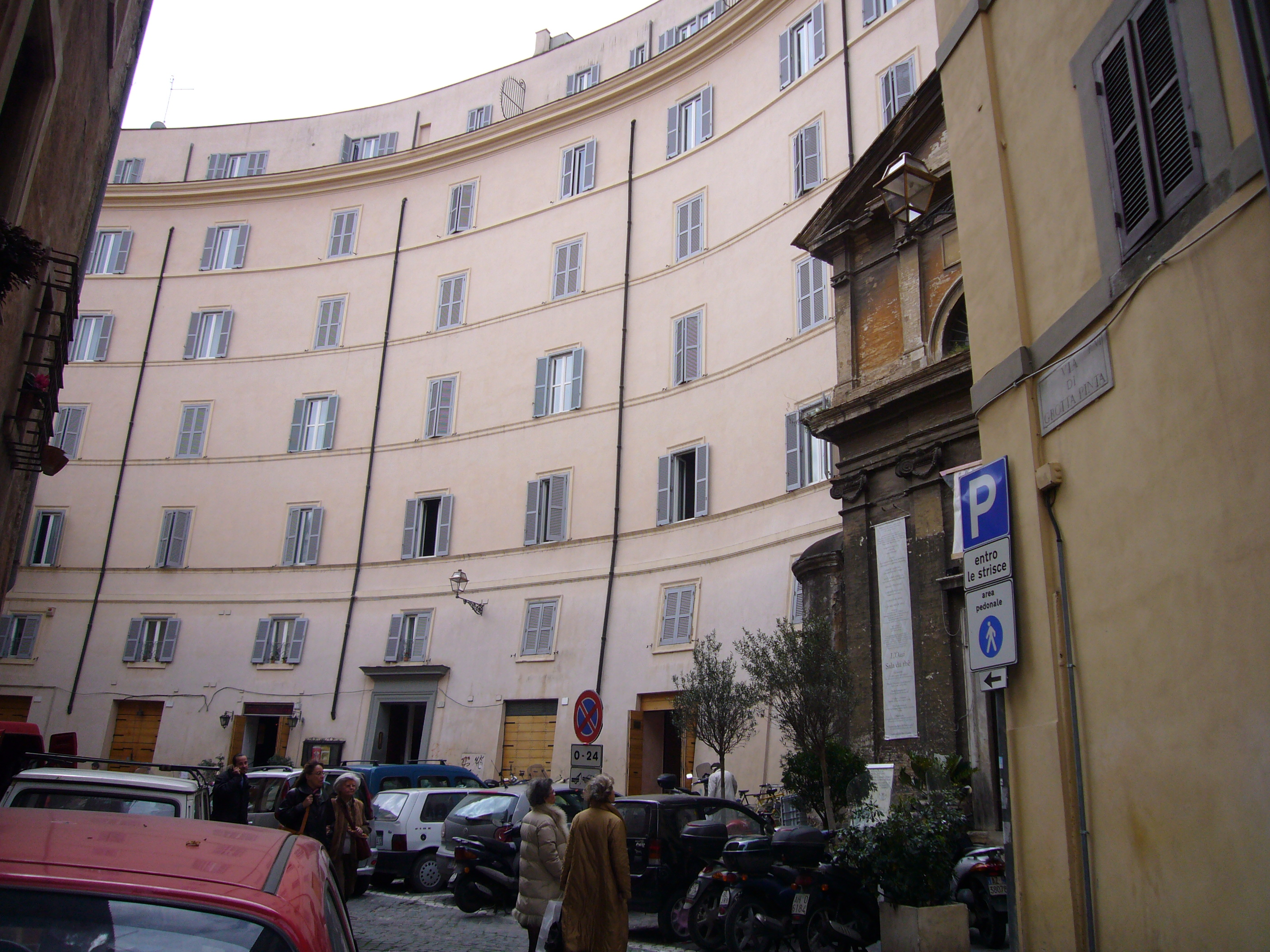
Via di Grottapinta, immobles construïts sobre la càvea del teatre

August, el 32 aC, va manar tapiar la sala de la cúria com a locus sceleratus («lloc maleït»), però va fer restaurar el teatre i va canviar de lloc l'estàtua de Pompeu, ficant-la al mig de l'escenari. L'any 21 dC va patir desperfectes a causa d'un incendi i, com que no hi havia cap descendent de Pompeu que es pogués fer càrrec de les reparacions, les va pagar l'emperador Tiberi, el qual va afegir un arc amb el seu nom inscrit a l'escenari. Els treballs es van acabar en temps de Cal·lígula i va ser Claudi qui va fer la nova inauguració. L'any 66 l'emperador Neró va fer posar tendals de roba porpra per impressionar Tiridates, el rei d'Armènia que visitava la ciutat.
El teatre es va fer servir durant tot l'imperi, però l'edifici no es va utilitzar només per a representacions teatrals, també va acollir espectacles amb animals, els anomenats venatio. Fins i tot hi ha constància que un dels emissaris del rei got Teodoric, al segle v, el va visitar i es desfeia en elogis quan en descrivia la bellesa i grandiositat.
Durant l'edat mitjana el teatre va ser espoliat, el marbre amb el qual estava revestit va servir de material de construcció per alguns palaus dels Orsini i per l'església de Santa Barbara dei Librai.
El lloc del teatre de Pompeu està actualment ocupat per blocs de pisos que conserven la forma de semicercle, a la via di Grottapinta per la part interna i en els carrers via del Biscione i via dei Giubbonari pel que a la part exterior.
Unes restes de l'opus reticulatum i de les voltes es conserven al subsòl d'alguns edificis veïns, com el restaurant «Pancrazio». El palau Righetti ocupa el lloc de l'antic temple del teatre.

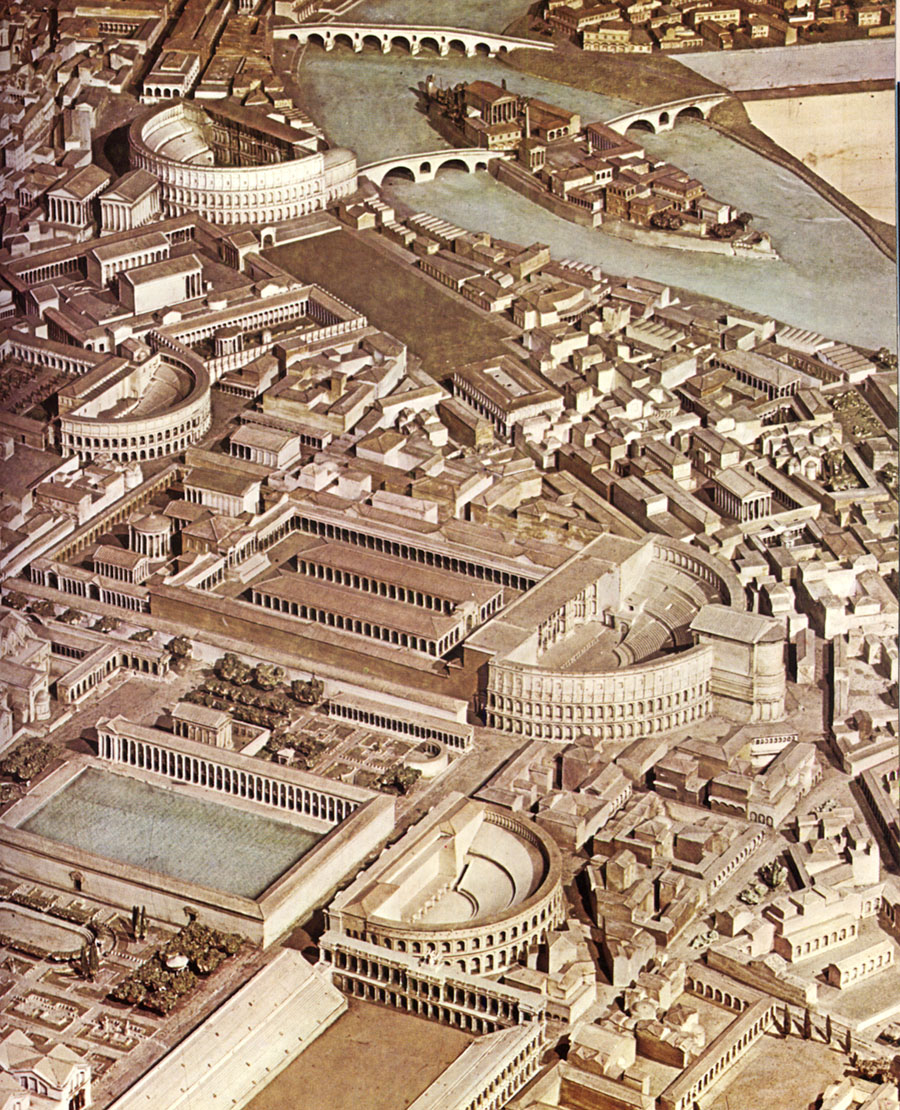
Els quatre teatres de Roma, agrupats al Camp de Mart. De dalt a baix: teatre de Marcel, teatre de Balb, teatre de Pompeu i l'odèon de Domicià

També resta un extrem del Pòrtic de Pompeu, que es pot veure a la part del darrere dels temples de l'àrea sacra de Largo di Torre Argentina.

## Model d'altres teatres
Aquest edifici va servir de model per altres teatres concebuts seguint el mateix patró: un hemicicle sobre voltes i murs radials. A la mateixa ciutat, es va fer el Teatre de Marcel (30 aC) i més tard el més modest Teatre de Balb (13 aC), tots al mateix districte i a poca distància entre ells.
En època imperial es va construir l'odèon de Domicià (finals del segle I) i un efímer teatre de Trajà (inicis del segle II), igualment al Camp de Mart, però que va ser enderrocat durant el govern d'Hadrià.